# Beihu
Beihu (en chino, 北湖; pinyin, Běi·Hú (escuchar)ⓘ) es un distrito urbano bajo la administración directa de la Prefectura  Chenzhou  en la Provincia de Hunan, República Popular China.  Su área es de 818 km² y su población total para 2010 superó los 420 mil habitantes. 
Beihu es el centro político, económico y cultural de la ciudad de Chenzhou, la capital de grafito de China, una unidad modelo nacional de unidad étnica y progreso, y uno de los diez principales condados y distritos en desarrollo económico en la provincia de Hunan.

## Administración
Desde marzo de 2024, el  Distrito Beihu  se divide en 14 pueblos  administrados  en 10 subdistritos,   2 poblados y 2 villas étnicas.

## Toponimia
El topónimo Beihu [/béi-Ju/] se compone de los sinogramas Bei (norte) y Hu (lago).
El nombre lo toma directamente del Lago Norte (北湖 Beihu) con una extensión de 12,5 hectáreas en el casco urbano.